# Рэндольф, Аса Филип
Аса Филип Рэндольф (15 апреля 1889, Кресент-Сити, Флорида — 16 мая 1979, Нью-Йорк) — американский политик и общественный деятель, правозащитник, участник рабочего и социалистического движения, борец за права чернокожего населения страны.

## Биография
Родился в семье методистского пастора и модистки, в 1891 году переехал в Джэксонвилл, где окончил Кукмановский институт, а в 1911 году — в Гарлем (Нью-Йорк), где окончил вечернее отделение Сити-колледжа и в 1912 году совместно с Чендлером Оуэном основал агентство по трудоустройству чернокожего населения Гарлема. В 1917 году основал (также совместно с Оуэном) левый журнал The Messenger, для которого писал статьи, в которых выступал против линчевания и участия США в Первой мировой войне, а также призывал правительство привлекать к работе в военной промышленности большее количество негров. Был членом Социалистической партии Америки, от которой неудачно баллотировался в Конгресс. После окончания Первой мировой войны преподавал гуманитарные науки в Рэндской школе.
В 1917 году Рэндольф организовал профсоюз лифтёров в Нью-Йорке, а после этого — профсоюз афроамериканских портовых рабочих в Вирджинии. В 1925 году он основал так называемое Братство спальных вагонов, которое некоторыми называется первым успешным профсоюзом чернокожих работников и которое было, несмотря на многочисленные проблемы, принято в состав Американской федерации труда, хотя в 1938 году Рэндольф разорвал с ней всяческие отношения из-за расовой дискриминации.
Уже во время Второй мировой войны он начал активные кампании гражданского неповиновения, направленные против различных форм сегрегации и дискриминации негров (в частности, наряду с Байардом Растином возглавлял так называемый Марш на Вашингтон в 1941 году, побудивший президента Франклина Д. Рузвельта издать приказ 8802), особенно усилив эту деятельность после окончания войны, когда к власти пришёл Трумэн. В 1955 году стал вице-президентом объединённой профсоюзной организации АФТ-КПП, возникшей после соглашения Американской федерации труда и Конгресса производственных профсоюзов США. В 1963 году организовал новый «Марш на Вашингтон за рабочие места и свободу», на котором Мартин Лютер Кинг произнёс речь, получившую название «У меня есть мечта». Продолжал активно участвовать в протестном движении и возглавлять Братство спальных вагонов до 1968 года, когда по состоянию здоровья принял решение уйти из политики.